# Acacia argutifolia
Acacia argutifolia är en ärtväxtart som beskrevs av Bruce R. Maslin. Acacia argutifolia ingår i släktet akacior, och familjen ärtväxter. Inga underarter finns listade i Catalogue of Life.